# 國立清華大學附設實驗國民小學
國立清華大學附設實驗國民小學（英語：The Affiliated Experimental Elementary School of National Tsing Hua University）簡稱清華附小，是一所校本部位於新竹市國民小學，於北區及東區分別設有校本部及T.O.S校區兩校區，並附設有1所幼兒園，隸屬於國立清華大學。

## 歷史
1940年，臺灣總督府設立臺灣總督府新竹師範學校，並藉住吉公學校原校舍設立新竹師範學校附屬公學校，隨第二次世界大戰落幕，中華民國政府接收台灣，應新竹師範學校改為台中師範學校的第二部，於1945年改編為台中師範學校附屬第二國民學校，1946年1月改為台灣省立新竹國民學校，同年7月更名臺中師範學校附屬第二小學，同年9月改隸新竹師範學校，並改名為台灣省立新竹師範學校附屬小學。
1965年，新竹師範學校改制為專科學校，附屬之台灣省立新竹師範學校附屬小學，亦更名為台灣省立新竹師範專科學校附屬小學，隨九年義務教育於1968年實施，次更名為台灣省立新竹師範專科學校附屬國民小學，1991年配合台灣省立新竹師範學校改隸教育部更名為國立新竹師範學校附設實驗國民小學，2005年隨國立新竹師範學校改制為大學，再更名為國立新竹教育大學附設實驗國民小學。
隨2016年新竹教育大學併入國立清華大學，始改隸該校，並更名國立清華大學附設實驗國民小學。

## 學區範圍
- 興南里7、8、9鄰
- 育英里14~17鄰
- 育英里20~27鄰
- 福德里13鄰[7][8]

## 周邊
- 新竹天公壇
- 新竹市北區北門國民小學
- 新竹市立成德高級中學
- 新竹都城隍廟
- 國立清華大學南大校區